# Endotrichella irwinii
Endotrichella irwinii är en bladmossart som beskrevs av Edwin Bunting Bartram 1957. Endotrichella irwinii ingår i släktet Endotrichella, klassen egentliga bladmossor, divisionen bladmossor och riket växter. Inga underarter finns listade i Catalogue of Life.